# Joaquim Martínez
Ne pas confondre avec l'acteur américain d'origine mexicaine Joaquín Martínez (1930-2012).
Joaquim Martínez, surnommé El Toro, est un footballeurargentin né le 26 mai 1950 à Buenos Aires (Argentine). Il jouait au poste d'avant-centre.

## Biographie
Joaquim Martínez formé au club argentin du CA River Plate a très vite été repéré par les recruteurs espagnols pour ses qualités de buteur. Il joue une saison avec le Racing Santander dans le championnat d'Espagne où il inscrit onze buts. Puis il part en France en 1974 : à Nancy, il effectue alors un parcours exceptionnel. À 25 ans Joaquim Martínez est meilleur buteur du championnat de D2 avec 28 buts marqués[réf. nécessaire], avec Michel Platini, 20 ans, qui marque 17 buts en championnat, il participe à la montée des Lorrains parmi l'élite. Mais le joueur âgé de 25 ans quitte le club après seulement un an de contrat, sa carrière se limitant à une saison jouée en Division 1 en 1977-1978, avec le Stade lavallois.

## Carrière de joueur
- 1968-1973 : River Plate  Argentine
- 1973-1974 : Racing Santander  Espagne
- 1974-1975 : AS Nancy-Lorraine  France
- 1975-1977 : Toulouse FC  France
- 1977-1978 : Stade lavallois  France
- 1978-1979 : Olympique Avignon  France
- 1979-1981 : FC Rouen  France

## Palmarès
- Meilleur buteur du Championnat de France D2 en 1975 (avec 28 buts)
- Champion de France D2 en 1975 avec l'AS Nancy-Lorraine
- Premier match en Division 1 : 3 août 1977, RC Strasbourg-Stade lavallois
- 24 matches et 11 buts marqués en Division 1.